# Christian Antonio Díaz
Christian Antonio Díaz Domínguez (Guadalajara Jalisco, México 7 de abril de 1991). Es un futbolista mexicano que juega en la posición de Mediocampista en el Forward Madison FC de la USL League One.

## Trayectoria
Debutó con el Atlas FC el 4 de septiembre de 2009 del torneo apertura en el empate a ceros frente al Club San Luis encuentro correspondiente de la jornada 7.

## Clubes
| Club               | País           | Año           |
| ------------------ | -------------- | ------------- |
| Atlas FC           | México         | 2009-2014     |
| Leones Negros      | México         | 2014-2015     |
| Atlas FC           | México         | 2016          |
| Tlaxcala FC        | México         | 2016-2017     |
| Forward Madison FC | Estados Unidos | 2019-Presente |